# 浦田カズヒロ
浦田 カズヒロ（うらた カズヒロ）は、日本の漫画家。神奈川県横浜市出身。

## 経歴
- 『Webヤングジャンプ』にて『チンポブラリアン』『エロガミ』でWebデビュー（2008年10月）。[1]
- 第3回ヤングジャンプGAG-1グランプリ（2009年5月）にて、『馬男-UMAO-』で大賞受賞。[2]
- 『週刊ヤングジャンプ』（2009年35号）『馬男-UMAO-』で誌面デビュー。[3]
- 『ギャグ漫画家大喜利サバイバル!!2011』（2011年7月）で準優勝。[1]
- 『マンガボックス』にて『僕のおじいちゃんが変な話する！』連載（2013年12月 - 2014年11月）。初連載。[4]
- 『マンガボックス』にて『もももも百田さん』連載（2015年9月 - 2016年5月）。[5]
- 『週刊少年チャンピオン』2017年11号 - 18号まで『JINBA』短期連載。[6]
- 『週刊少年チャンピオン』2017年34号 - 52号まで『JINBA』本格連載。[6]
- 『リイドカフェ』2018年1月 - 7月まで『JINBA-ジンバ-』リバイバル連載。[6]
- 2019年3月、漫画家のカワカミと共にYouTubeチャンネル『漫画家チャンネル』開始。[6]
- 2020年2月 - 5月まで『100日後に打ち切られる漫画家』Twitter連載。
- 2021年12月、『走れ！ウンコオー』1・2巻同時発売。

## 作品リスト
連載
- 僕のおじいちゃんが変な話する！：『マンガボックス』2013年12月6日 - 2014年11月1日、全3巻。[4]
- もももも百田さん：『マンガボックス』2015年9月12日 - 2016年5月28日、全2巻。[4]
- JINBA：『週刊少年チャンピオン』2017年11号 - 18号（短期集中連載）
- JINBA：『週刊少年チャンピオン』2017年34号 - 52号（本格連載）、全3巻。
- 100日後に打ち切られる漫画家：『Twitter』2020年2月21日 - 2020年5月31日、電子版全1巻。

読切
- チンポブラリアン：『Webヤングジャンプ』2008年10月
- エロガミ：『Webヤングジャンプ』2008年10月
- 馬男-UMAO-：『週刊ヤングジャンプ』2009年35号
- 馬男-UMAO-：『週刊ヤングジャンプ』2009年44号
- ハゲプヨ：『週刊ヤングジャンプ』2010年15号
- それいけ！アナルくん!!：『週刊ヤングジャンプ』2011年12号
- あとで殺るから：『Dモーニング』2018年51号
- 魔王討伐ちゃんとしやがれ！：『グランドジャンプむちゃ』2021年3月号
- 千手観音少年ラブジャ：『めちゃコミック』2021年3月、全3話。
- 魚先輩：『めちゃコミック』2021年10月、全3話。
- 西遊婚：『めちゃコミック』2022年2月、全5話。

短編集
- UMAO-ウマオ- 浦田カズヒロ短編集（電子書籍限定コミックス）

描き下ろしコミックス
- 走れ！ウンコオー（既刊7巻）